# Hospital Revolución
El Hospital Revolución (en árabe: مستشفى الثورة) es el hospital más grande de la nación asiática de Yemen, que se encuentra ubicado específicamente en la capital, la ciudad de Saná, al oeste del país y justo al suroeste del llamado Palacio de Ghumdan. Es uno de los mayores complejos de edificios de la ciudad. Comenzó como un hospital para niños.